# Orla (gemeente)
De gemeente Orla is een landgemeente in het Poolse woiwodschap Podlachië, in powiat Bielski (Podlachië).
De zetel van de gemeente is in Orla.
Op 30 juni 2004 telde de gemeente 3485 inwoners.

## Oppervlaktegegevens
In 2002 bedroeg de totale oppervlakte van gemeente Orla 159,68 km², waarvan:
- agrarisch gebied: 80%
- bossen: 12%

De gemeente beslaat 11,53% van de totale oppervlakte van de powiat.

## Demografie
Stand op 30 juni 2004:
| Omschrijving                   | Totaal | Totaal | Vrouwen | Vrouwen | Mannen | Mannen |
| ------------------------------ | ------ | ------ | ------- | ------- | ------ | ------ |
| eenheid                        | aantal | %      | aantal  | %       | aantal | %      |
| inwoners                       | 3485   | 100    | 1808    | 51,9    | 1677   | 48,1   |
| bevolkingsdichtheid (inw./km²) | 21,8   | 21,8   | 11,3    | 11,3    | 10,5   | 10,5   |

In 2002 bedroeg het gemiddelde inkomen per inwoner 1120,86 zł.

## Administratieve plaatsen (Solectwo)
- Czechy Zabłotne
- Dydule
- Gredele
- Gregorowce
- Koszele
- Koszki
- Krywiatycze
- Malinniki
  - Malinniki-Kolonia
- Mikłasze
  - Antonowo-Kolonia
- Moskiewce
- Oleksze
- Orla
- Paszkowszczyzna
- Pawlinowo
- Reduty
- Spiczki
- Szczyty-Dzięciołowo
- Szczyty-Nowodwory
- Szernie
- Topczykały
- Wólka
- Wólka Wygonowska

Baranowce, Krugłe

## Aangrenzende gemeenten
Bielsk Podlaski, Boćki, Czyże, Dubicze Cerkiewne, Kleszczele